# Menelaos van Sparta
Menelaos (Grieks: Μενέλαος), zou een koning van Sparta geweest zijn, lid van de Agiaden.
Menelaos wordt vermeld als Spartaans koning in het boek Excerpta Latina Barbari, maar vele wetenschappers twijfelen aan de correctheid van die informatie. De Excerpta Latina Barbari is namelijk een Latijns boek, gebaseerd op Griekse geschriften, maar de auteur had amper kennis van deze talen, waardoor de kans op fouten zeer groot is. Menelaos wordt in dat boek beschreven als de Spartaanse koning Cemenelaus. Men neemt echter aan dat dit een vertaalfout is, en dat er in de originele geschriften moet gestaan hebben: καὶ Μενέλαος (en Menelaos). 
Menelaos komt ook nergens voor in de geschriften van Herodotos en Pausanias, twee geschiedschrijvers die de wetenschappers toch geloofwaardiger achtten.